# Los misterios de Madame Blanc
Los misterios de Madame Blanc es una serie de televisión dramática de comedia criminal, también conocida como Cozy mystery (sea una historia de misterio en donde se le eliminan elementos gore), producida por Saffron Cherry Productions, que se transmite por Channel 5 y Acorn TV. La serie, es escrita y protagonizada por Sally Lindsay y Sue Vincent, trata sobre una comerciante de antigüedades de Cheshire, Jean White, que ayuda a resolver una serie de misterios y muertes en el pueblo ficticio de Sainte Victoire en el sur de Francia. La serie se estrenó el 16 de octubre de 2021 y cuenta con Robin Askwith, Steve Edge y Sue Holderness entre el reparto secundario.
Después de la transmisión, la serie se convirtió en uno de los programas nuevos más populares en Channel 5, con episodios con un promedio de alrededor de 2,5 millones de espectadores. La primera serie también se lanzó en DVD en Gran Bretaña el 13 de diciembre de 2021. El tema principal de la serie, "Passing Through", fue escrito específicamente para el programa por el esposo de Lindsay, Steve White.

## Trama
Jean y Rory White ( Sally Lindsay y Peter Gaynor), son marido y mujer con un exitoso negocio de  antigüedades que viven en un tranquilo pueblo de Cheshire, Inglaterra, pero son dueños de una casa de campo en el pueblo de Sainte Victoire, en el sur de Francia. Cuando Rory muere aparentemente en un accidente automovilístico en Saint Victoire, Jean se da cuenta de que todos sus bienes han sido empeñados, dejándola sin un centavo. Luego viaja a Francia para desentrañar el misterio de la muerte de su esposo, un valioso anillo perdido y la identidad de la mujer con la que su esposo estaba teniendo una aventura; resolver otros misterios en el camino con la ayuda del taxista local Dom (Steve Edge), los propietarios del castillo local Judith y Jeremy (Sue Holderness y Robin Askwith) y el jefe de policía local, Caron (Alex Gaumond).
Cada episodio presenta su propio misterio individual además del hilo central de la misteriosa mujer involucrada con su difunto marido y varias estrellas invitadas, como Paul O'Grady, Tony Robinson y Les Dennis, todos apareciendo en papeles únicos.

## Producción
La serie fue anunciada oficialmente en enero de 2021 bajo el título The Reluctant Madame Blanc. con elenco dado a conocer más adelante ese mismo año. Aunque ambientada en el sur de Francia, la serie ha sido filmada realmente en Gozo.

## Elenco
- Sally Lindsay como Jean White; anticuaria y detective aficionado.
- Steve Edge como Dom Hayes; un taxista local.
- Sue Holderness como Judith Lloyd James; señora de la mansión.
- Robin Askwith como Jeremy Lloyd James; el marido de Judit.
- Alex Gaumond como el inspector André Caron; jefe de policía local.
- Sue Vincent como Gloria Beauchamp; propietario de un garaje local.[15]
- Aonghus Weber como Niall Connor; dueño del bar local.
- Margeaux Lampley como Celine Connor; la esposa de Niall
- Olivia Caffrey como Bárbara; una figura misteriosa que busca a Jean.
- Jacqueline Berces como la gendarme Richárd; Subordinada del inspector Caron.
- Sanchia McCormack como Charlie Brodeur; copropietario de un negocio local de antigüedades.
- Djinda Kane como Simone Brodeur; la esposa de Charlie.
- Narayan David Hecter como Xavier Beauchamp (Serie 1); el hijo de Gloria
- Alaïs Lawson como Claudette Hayes (Serie 1); la hija de Dom.
- Avant Strangel como Cooper McGraw (Serie 2); Un interés amoroso para Gloria.
- Paul Chuckle como Trevor Beauchamp; el padre de gloria[16]
- David Ames como George.

## Episodios

### Serie 1 (2021)
| No. overall | No. in series | Title                          | Directed by | Written by                  | Original air date       | UK viewers (millions) 7 day | UK viewers (millions) 28 day |
| ----------- | ------------- | ------------------------------ | ----------- | --------------------------- | ----------------------- | --------------------------- | ---------------------------- |
| 1           | 1             | "Episode 1"                    | Dermot Boyd | Sally Lindsay & Sue Vincent | 16 de octubre de 2021   | N/A                         | TBA                          |
| 2           | 2             | "Episode 2"                    | Dermot Boyd | Sally Lindsay & Sue Vincent | 23 de octubre de 2021   | N/A                         | TBA                          |
| 3           | 3             | "Episode 3"                    | Dermot Boyd | Sally Lindsay & Sue Vincent | 30 de octubre de 2021   | N/A                         | TBA                          |
| 4           | 4             | "Episode 4"                    | Dermot Boyd | Sally Lindsay & Sue Vincent | 6 de noviembre de 2021  | N/A                         | TBA                          |
| 5           | 5             | "Episode 5"                    | Dermot Boyd | Sally Lindsay & Sue Vincent | 13 de noviembre de 2021 | N/A                         | TBA                          |
| 6           | 6             | "Episode 6"                    | Dermot Boyd | Sally Lindsay & Sue Vincent | 20 de noviembre de 2021 | N/A                         | TBA                          |
| 7           | 7             | "Christmas in Sainte Victoire" | Dermot Boyd | Sally Lindsay & Sue Vincent | 22 de diciembre de 2022 | N/A                         | TBA                          |

### Serie 2 (2022-23)
| No. overall | No. in series | Title               | Directed by | Written by                  | Original air date       | UK viewers (millions) 7 day | UK viewers (millions) 28 day |
| ----------- | ------------- | ------------------- | ----------- | --------------------------- | ----------------------- | --------------------------- | ---------------------------- |
| 8           | 1             | "Episode 1"         | Dermot Boyd | Sally Lindsay & Sue Vincent | 5 de enero de 2023      | N/A                         | TBA                          |
| 9           | 2             | "Episode 2"         | Dermot Boyd | Sally Lindsay & Sue Vincent | 12 de enero de 2023     | N/A                         | TBA                          |
| 10          | 3             | "Episode 3"         | Dermot Boyd | Sally Lindsay & Sue Vincent | 19 de enero de 2023     | N/A                         | TBA                          |
| 11          | 4             | "Episode 4"         | Dermot Boyd | Sally Lindsay & Sue Vincent | 26 de enero de 2023     | N/A                         | TBA                          |
| 12          | 5             | "Episode 5"         | Dermot Boyd | Sally Lindsay & Sue Vincent | 2 de febrero de 2023    | N/A                         | TBA                          |
| 13          | 6             | "Episode 6"         | Dermot Boyd | Sally Lindsay & Sue Vincent | 9 de febrero de 2023    | N/A                         | TBA                          |
| 14          | 7             | "Christmas Special" | Dermot Boyd | Sally Lindsay & Sue Vincent | 22 de diciembre de 2023 | N/A                         | TBA                          |

### Serie 3 (2024)
| No. overall | No. in series | Title               | Directed by | Written by                  | Original air date       | UK viewers (millions) 7 day | UK viewers (millions) 28 day |
| ----------- | ------------- | ------------------- | ----------- | --------------------------- | ----------------------- | --------------------------- | ---------------------------- |
| 15          | 1             | "Ocean"             | Dermot Boyd | Sally Lindsay & Sue Vincent | 4 de enero de 2024      | N/A                         | TBA                          |
| 16          | 2             | "Duel"              | Dermot Boyd | Sally Lindsay & Sue Vincent | 11 de enero de 2024     | N/A                         | TBA                          |
| 17          | 3             | "Jackal"            | Dermot Boyd | Sally Lindsay & Sue Vincent | 18 de enero de 2024     | N/A                         | TBA                          |
| 18          | 4             | "Fashion"           | Dermot Boyd | Sally Lindsay & Sue Vincent | 25 de enero de 2024     | N/A                         | TBA                          |
| 19          | 5             | "Kidnap"            | Dermot Boyd | Sally Lindsay & Sue Vincent | 1 de febrero de 2024    | N/A                         | TBA                          |
| 20          | 6             | "Windows"           | Dermot Boyd | Sally Lindsay & Sue Vincent | 8 de febrero de 2024    | N/A                         | TBA                          |
| 21          | 7             | "Christmas Special" | Dermot Boyd | Sally Lindsay & Sue Vincent | 24 de diciembre de 2024 | TBD                         | TBA                          |